# Молекулярний імпринтинг
Молекуля́рний імпри́нтинг (англ. molecular imprinting) — метод отримання «молекулярних відбитків», що базується на полімеризації функціональних мономерів у присутності спеціально введених молекул-темплатів (від англ. template — шаблон).
Здатність молекулярно-імпринтованих полімерів до розпізнавання базується на відповідності форми відбитків і специфічних функціональних груп всередині молекули-шаблону. 
Залежно від типу зв'язку (ковалентний або нековалентний) між молекулами мономеру і шаблону розрізняють ковалентний і нековалентний імпринтинг.

## Історія
У 1930-х роках радянський хімік М. В. Поляков зробив перші сорбенти, які володіли підвищеною специфічністю до речовини, використаної при синтезі. Він добув силікагель у присутності алкіл-бензолів і виявив, що перший набуває до них підвищену вибірковість.
Незалежно від Полякова, у 1940-х роках цей метод розглядав зі своїм учнем американський хімік Лайнус Полінг. Вони також підтвердили, що отриманий матеріал дійсно здатний вибірково утримувати речовину, що використовувалася як шаблон при синтезі.
Із природою виявленого явища розібралися набагато пізніше, коли з'явилися більш досконалі методи аналізу. Тому вважається, що полімери з молекулярними відбитками, відкрили в 1972 році.

## Синтез
Метод отримання полімерів з «молекулярними відбитками» включає три етапи.
На першому етапі мономер і молекулярний шаблон змішують у відповідному розчиннику до початку полімеризації. При цьому відбувається так звана передорганізація — утворення стійкого передполімерізаційного комплексу молекул мономера і речовини-шаблону, завдяки якому молекули функціонального мономера певним чином розташовуються і фіксуються навколо молекули шаблону.
На другому етапі в результаті полімеризації або поліконденсації передполімерізаційних комплексів з великим надлишком зшиваючого агента утворюється зшитий полімер з жорсткою структурою.
На третьому етапі отриманий полімер подрібнюють, просівають до потрібного розміру часток і видаляють молекулярний шаблон з полімерної сітки. У результаті в матеріалі утворюються порожнини — тривимірні (об'ємні) відбитки, які в ідеалі здатні до специфічних комплементарних взаємодій з цільовими молекулами-шаблонами або близькими їм за структурою сполуками.